# 90-99
De jaren 90-99 (van de christelijke jaartelling) zijn een decennium in de 1e eeuw.

## Gebeurtenissen
- 90: In Germanië worden de provincies Germania Superior (hoofdstad Mainz) en Germania Inferior (hoofdstad Keulen) gesticht.
- 90: De Romeinse provincie Moesia wordt gesplitst in Moesia superior en Moesia inferior.
- 91: De Chinezen overwinnen de Hunnen in Mongolië.
- 92: Markomannen, Quaden en Jazygen vallen het Romeinse Rijk binnen.
- 94: De Chinese generaal Ban Chao voltooit de verovering van het Tarim bekken door Kashgar in te nemen.
- 94: Keizer Domitianus opent de herbouwde Curia Julia, de vergaderplaats van de Romeinse senaat die in 64 in vlammen opgegaan was.
- 94: Domitianus verbant filosofen uit de stad Rome.
- 94: De Romeinse dichter Statius trekt zich uit Rome terug naar Napels.
- 95: Frontinus wordt curator aquarum. Hij heeft hiermee het toezicht op de aquaducten.
- 95: Keizer Domitianus neemt het consulaat op zich.
- 96: Nerva wordt keizer van Rome, hij volgt de vermoorde Domitianus op.
- Publius Cornelius Tacitus wordt consul van het Romeinse Rijk.
- 97: De Romeinse keizer Nerva wijst Trajanus aan als zijn opvolger
- Trajanus wordt Romeins keizer. Hij is de eerste keizer die niet uit Rome zelf, maar uit de provincies komt.
- 99: Kanishka, de Kushana koning onder wie dit koninkrijk zijn hoogtepunt bereikt, stuurt een gezantschap naar Rome om een verrassingsaanval op de Parthen voor te bereiden.

Godsdienst
- Paus Clemens I voert het Vormsel in.
- ca. 98: Paus Evaristus volgt Clemens I op.

- Verschenen:
  - 93: Josephus voltooit zijn Geschiedenis van de joden.
  - 94: Quintilianus schrijft een boek in 12 delen over de opvoeding van een redenaar.
  - ca.98: Tacitus schrijft Germania.

## Belangrijke personen
- Keizer Domitianus van het Romeinse Rijk (vermoord in 96).
- Keizer Nerva van het Romeinse Rijk, tot aan zijn dood in 98.
- Keizer Trajanus van het Romeinse Rijk

### Geboren
- 92: Herodes Agrippa II, koning van Palestina en Libanon.
- 94: Han Andi, later keizer in de Han-dynastie, China.

### Overleden
- ca.90: Julia Titi, keizerin van Rome en dochter van keizer Titus (na poging tot abortus toen zij van haar oom, keizer Domitianus in verwachting was)
- 93: Gnaeus Julius Agricola, Romeins generaal.
- 96: Keizer Domitianus, vermoord.
- 98: Keizer Nerva
- ca.98: Paus Clemens I.

<< · 90 · 91 · 92 · 93 · 94 · 95 · 96 · 97 · 98 · 99 · >>
<< · 1-9 · 10-19 · 20-29 · 30-39 · 40-49 · 50-59 · 60-69 · 70-79 · 80-89 · 90-99 · >>